# Tu viện Dòng Mến Thánh Giá Thủ Thiêm
Tu viện Thủ Thiêm là một tu viện của các nữ tu Dòng Mến Thánh Giá tọa lạc tại phường An Khánh, Thành phố Hồ Chí Minh. Được thành lập năm 1840, đây là tu viện đầu tiên của nhà dòng này tại Sài Gòn, và là tu viện thứ hai tại Miền Nam Việt Nam, sau Dòng Mến Thánh Giá Cái Nhum (thành lập năm 1800).

## Lịch sử
Theo các tài liệu xưa, sau cuộc nổi dậy Lê Văn Khôi vào năm 1833, triều đình vua Minh Mạng ra chỉ dụ bắt đạo Công giáo. Các nhà thờ, tu viện bị tàn phá; linh mục, tu sĩ, giáo dân ly tán khắp nơi, trong số đó có các nữ tu Dòng Mến Thánh Giá. Trong hoàn cảnh chạy loạn, một số nữ tu Dòng Mến Thánh Giá đã đến dừng chân ở Thủ Thiêm và họ bắt đầu lập tu viện ở đây vào năm 1840. Ban đầu, gọi tu viện nhưng đó chỉ là ngôi chòi lá dựng gần gốc cây. Thủ Thiêm ngày ấy là một khu rừng hoang vắng, dân cư sống rải rác, chỉ có vài ngôi chùa, miễu của người Miên và người Thổ. Lo ngại thú rừng, các nữ tu tạm rời ngôi chòi cạnh gốc cây này để men theo kinh Lắp đến tá túc tại chợ Vải, Bến Thành. Trong giai đoạn này, nhà thờ Giáo xứ Thủ Thiêm cũng được thành lập vào năm 1859 nên đến năm 1863, sau khi tạm trú tại Bến Thành, các nữ tu quay về Thủ Thiêm và dựng lại tu viện bên cạnh nhà thờ này để tiện đi tham dự thánh lễ. Nhờ sự hỗ trợ của các chủng sinh tại Xóm Chiếu, họ xây dựng được một nhà nguyện mái tranh vách ván và một dãy nhà được ngăn ra nhiều gian để ở. Họ bắt đầu có phương tiện sinh sống như nuôi tằm, kéo sợi, dệt vải, dệt chiếu, làm ruộng, vườn...
Đến thập niên 1960, Dòng Mến Thánh Giá Thủ Thiêm đã xây dựng lên ba trường học gồm trường Nữ Thủ Thiêm, trường Nam Thủ Thiêm và trường Nữ thánh Anna với tổng diện tích 4000m². Sau năm 1975, Giáo phận Sài Gòn cam kết "sẵn sàng để Nhà nước sử dụng các cơ sở tư thục Công giáo trong Giáo phận Sài Gòn vào công tác giáo dục", theo nội dung một văn bản của Tổng giám mục Sài Gòn Phaolô Nguyễn Văn Bình ký. Nhưng kể từ cuối 2011, với dự án xây dựng khu đô thị mới Thủ Thiêm của Quận 2, ba ngôi trường này đã ngưng hoạt động, không còn được sử dụng cho mục đích giáo dục như cam kết nữa, và do đó Dòng Mến Thánh Giá viết đơn yêu cầu chính quyền trả lại.

## Vụ tranh chấp đất Nhà Dòng
Soeur Đặng Thị Mỹ Hạnh, thư ký Dòng Mến Thánh Giá Thủ Thiêm, ngày 17 tháng 1 năm 2017 cho biết Tu viện đã đề nghị chính quyền bồi thường ngôi trường trong diện bị phá dỡ để làm đường vào năm 2015. Chính quyền địa phương tuy nhiên chỉ chịu bồi thường nếu cả cơ sở nhà dòng chịu dời đi, và đã làm áp lực nhiều lần, nhưng phía tu viện không chấp nhận.